# Бал Харбор (Флорида)
Бал Харбор (енгл. Bal Harbour) град је у америчкој савезној држави Флорида.

## Демографија
По попису из 2010. године број становника је 2.513, што је 792 (-24,0%) становника мање него 2000. године.
| Група             | 2000.         | 2010.         |
| Белци             | 2.427 (73,4%) | 1.711 (68,1%) |
| Афроамериканци    | 54 (1,6%)     | 53 (2,1%)     |
| Азијати           | 27 (0,8%)     | 22 (0,9%)     |
| Хиспаноамериканци | 760 (23,0%)   | 720 (28,7%)   |
| Укупно            | 3.305         | 2.513         |